# 白耳漁鼠屬
白耳漁鼠屬（Anotomys leander），哺乳綱、囓齒目、鼠科的一屬，而與白耳漁鼠屬（白耳漁鼠）同科的動物尚有庭鼠屬（彩庭鼠）、侏鼠屬（南侏鼠）、安第斯鼠屬（安第斯鼠）、阿根廷纏尾鼠屬（草地纏尾鼠）等之數種哺乳動物。